# Gamla lasarettet, Umeå
Gamla lasarettet på Storgatan 28, kvarteret Sandåkern 3, "väst på stan" i Umeå är en av Umeås äldsta byggnader, och ett av landets äldsta bevarade lasarettshus, ursprungligen uppfört 1785.

## Historia
Den norrländska sjukvården var länge tämligen outvecklad, inte minst i det glest befolkade Västerbotten. Först efter Karl XI:s skånska krig (1674–1679) påbörjades en "civilisering" av den på naturresurser rika landsändan, och 1680 rekryterades fältskären Johan Henrich Schönheit till länets förste landsbarbermester och kirurg, med placering i ett Umeå som då hade 99 hushåll med totalt 330 personer mantalsskrivna i staden.
1726 inrättades ett första apotek i Umeå, men inte förrän 1755 inrättades den första tjänsten som provinsialläkare för Västerbotten, med placering i Umeå. Fast struktur fick dock tjänsten först med 1773 års medicinalstat.
1782 tillträdde Linnélärjungen Daniel Erik Næzén från Skara tjänsten i Umeå. Naezén blev en drivande kraft för tillkomsten av ett lasarett i Umeå, och lyckades utverka statliga medel efter ett beslut av Gustav III 1783. Uppförandet påbörjades genast på den anvisade tomten nära älven, strax utanför stadens västra tull vid det som då var landsvägen mot Backen och sockenkyrkan där. Lasarettet stod klart 1785, då staden hade cirka 900 invånare.
Naezén förordnades från 1788 att förutom provinsialmedikus även vara styresman för det nya lasarettet, vars upptagningsområde – sedan kollegan Johan Grysselius i Torneå avlidit – även kom att omfatta Norrbotten, alltså hela övre Norrland.

## Byggnaderna

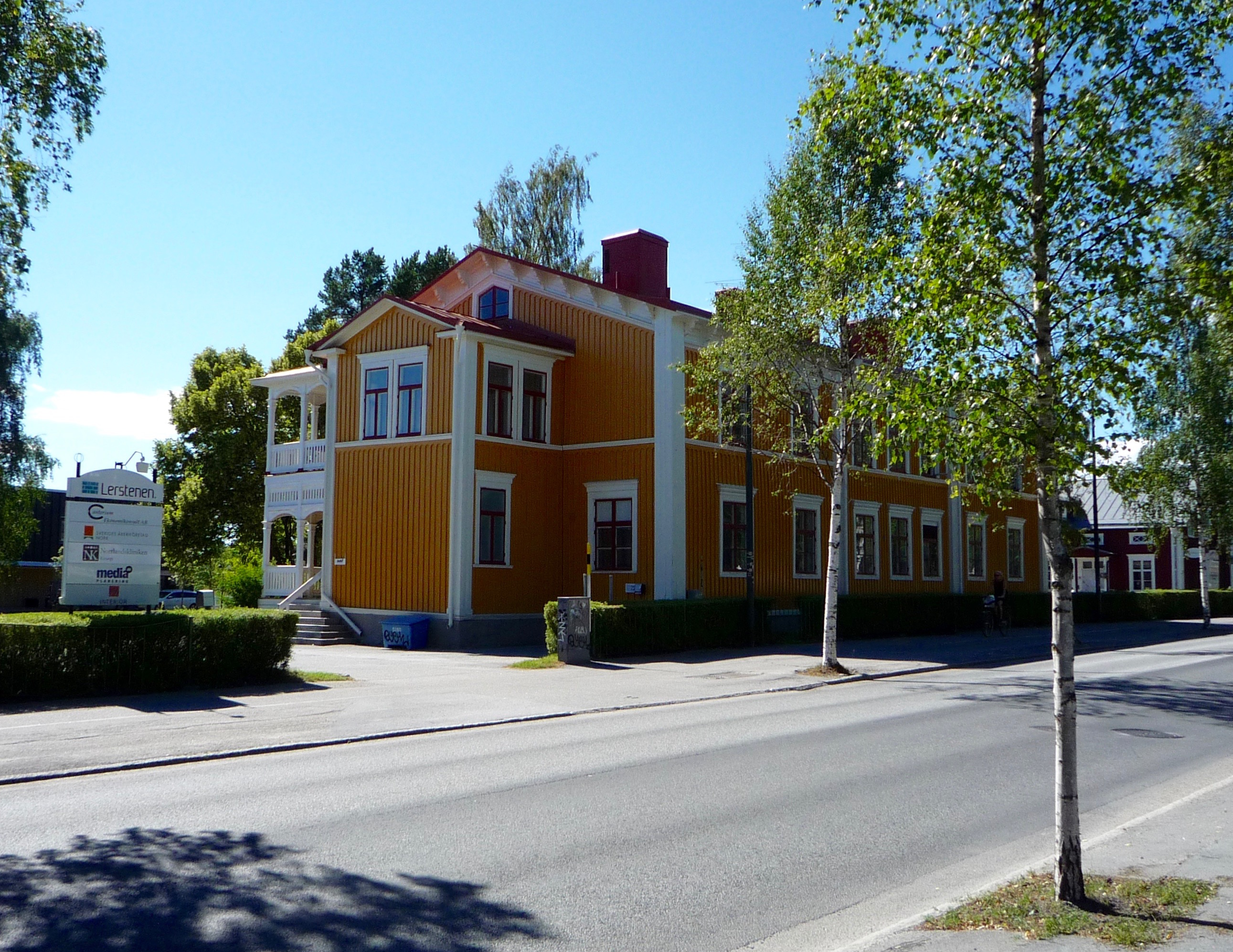
Umeås första lasarett.

Den första byggnaden uppfördes 1785 i timmer, i en våning med fyra rum och totalt åtta vårdplatser. Två av rummen var reserverade för "de ursinnige", de som betraktades som obotligt sinnessjuka, och förvarades i väggfasta burar, "volierer".
Sitt nuvarande utseende fick huset efter en påbyggnad med en andra våning 1863, och brädfodring 1866 – samma år som lasarettet byggdes ut med en träpaviljong, ritad av arkitekten A. R. Hörnell. Fasaden är klädd med stående gulmålad locklistpanel med båglist, konsolfris och detaljer, en paneltyp som fanns på flera andra offentliga byggnader i Umeå före stadsbranden 1888.
Längre in från gatan, i en vacker park, uppfördes åren 1895–98 en stenpaviljong, ritad av arkitekten Axel Kumlien, med en enligt dåtida begrepp modern operationssal med steriliseringsrum. Stenpaviljongen var avsedd att bli en flygel i en planerad ny lasarettsbyggnad utmed Umeälven, men denna kom att stanna på ritbordet och istället byggdes 1907 ett helt nytt lasarett på Ålidbacken där det med tiden byggts ut till dagens regions- och universitetssjukhus.

### I modern tid
Den äldsta byggnaden, med träfasad, har efter millennieskiftet fungerat som företagshotell. Stenpaviljongen, som ännu några år in på 2000-talet inrymde en hälsocentral, används idag som kontor och inhyser IT-företaget COS Systems. År 2011 uppfördes på områdets södra sida närmast älven ännu en byggnad, en modernistisk skapelse som inrymmer fastighetsbolaget Lerstenens huvudkontor.